# Ryszard Szurkowski
Ryszard Jan Szurkowski (12. ledna 1946 Świebodów, okres Milicz – 1. února 2021 Radom) byl polský cyklista, trojnásobný amatérský mistr světa a čtyřnásobný vítěz Závodu míru.
Vyhrál mistrovství Polska v cyklokrosu 1968, v silničním závodě 1969, 1974, 1975 a 1978 a v časovce družstev 1975 a 1976. V celkové klasifikaci Závodu míru obsadil v roce 1969 2. místo, v letech 1970 a 1971 1. místo, 1972 17. místo, 1973 1. místo, 1974 nestartoval a při derniéře roku 1975 opět 1. místo (čtyři prvenství tehdy představovala rekord, který později vyrovnal Uwe Ampler a překonal Steffen Wesemann). Kromě toho získal třináct etapových vítězství, byl členem vítězného družstva v letech 1970 a 1973, nejaktivnějším jezdcem 1970, 1972 a 1975 a nejlepším vrchařem 1972 a 1973. Jako člen polského družstva časovkářů získal stříbrné medaile na LOH 1972 a LOH 1976, v závodě jednotlivců byl v roce 1976 na 12. místě. Vyhrál časovku družstev na MS 1973 a MS 1975, v soutěži jednotlivců byl čtvrtý v roce 1971, první v roce 1973 a druhý v roce 1974. Také vyhrál závody Circuit de la Sarthe 1969, Kolem Bulharska 1971, Kolem Skotska 1972 a Dookoła Mazowsza 1977 a 1978. Nikdy nevyhrál závod Kolem Polska, ale je držitelem rekordních patnácti etapových prvenství. V letech 1971 a 1973 byl zvolen nejlepším sportovcem Polska.
V letech 1984 až 1988 byl hlavním trenérem polské cyklistické reprezentace. Pod jeho vedením vyhrál Lech Piasecki v roce 1985 Závod míru i mistrovství světa a družstvo časovkářů získalo stříbrné medaile na LOH 1988. V letech 1985 až 1989 byl jako nestraník poslancem Sejmu. V roce 1998 obdržel Řád znovuzrozeného Polska v hodnosti velkodůstojníka. Ve spolupráci s novinářem Krzysztofem Wyrzykowskim vydal dvě autobiografické knihy. V letech 2010 až 2011 byl předsedou Polského cyklistického svazu.
Jeho syn Norbert Szurkowski žil v USA, zahynul při útocích 11. září 2001.